# مشتركة
المشتركة أو مسألة المشتركة هي: في فقه المواريث يجتمع فيها إخوة وارثون من أصحاب الفروض وهم الإخوة لأم ومن العصبات وهم الأشقاء، وتتكون المسألة من زوج وأم واثنان أو أكثر من الإخوة لأم واثنان أو أكثر من الإخوة لأبوين، ويكون للزوج النصف وللأم السدس وللإخوة لأم الثلث، ثم يشترك الإخوة الوارثون بالتعصيب مع الإخوة لأم ويقسم الثلث بين جميع الإخوة.

## مسألة المشتركة
المشتركة أو مسألة المشتركة في علم الفرائض هي التي يشترك فيها الإخوة لأبوين مع الإخوة لأم، وهي مكونة من (زوج وأم وإخوة لأم وإخوة لأبوين)
1. زوج
2. ذو سدس كأم أو جدة
3. اثنان أو أكثر من الإخوة والأخوات لأم
4. أخ شقيق أو أكثر ولو مع شقية أو أكثر.

فيفرض للزوج النصف لعدم وجود الفرع الوارث لزوجته وللأم أو الجدة السدس، وللإخوة لأم الثلث. وتتأصل مسألتهم من ستة للزوج ثلاثة وللأم واحد وللإخوة لأم اثنان، وبهذا يستغرق جميع المال فلم يبق للشقيق شيء فيسقط لأنه عصبة وهذا ما أفتى به عمر بن الخطاب أولاً، بناء على القاعدة العامة للتوريث بتقديم أصحاب الفروض فإذا لم يبق من المال شيء فليس للعاصب شيء. لكن الأشقاء يدلون من جهتي الأب والأم معا والإخوة لأم يدلون بالأم فقط، بمعنى: أن إدلاء الأشقاء بالأب حرمهم من الإرث. وقد قال زيد بن ثابت لعمر ابن الخطاب: 《هب أباهم حجرا ملقى في اليم》 أي: لأنه ما زادهم إلا بعدا، فاجعلهم إخوة لأم فقط. وتسمى مسألة المشتركة بالحجرية، أو اليمية، أو الحمارية، لأنهم قالوا إجعل أبانا حجرا في اليم أو حمارا، واعتبره أنه لم يوجد أصلا. وقد أفتى عمر ابن الخطاب في زمن خلافتة بعد ذلك بتشريك الثلث بين الأخوة لأم وبين الإخوة الأشقاء، ووافقه زيد بن ثابت.

## تصوير مسألة المشتركة
تتكون مسألة المشركة من زوج وأم وإخوة لأم وأخ شقيق أو أكثر. للزوج النصف ومخرجه اثنان، وللأم السدس ومخرجه ستة، وللإخوة لأم الثلث ومخرجه ثلاثة. تدخل ال3 × ال6 =6 ثم تضرب ال6 × نصف ال2 أو تضرب ال2 × نصف ال6 هكذا 2×3=6 أو 1×6=6 فالناتح في الحالتين=6 منها تصح المسألة ثم تقم 6÷2=3 هو النصف للزوج ثم تقسم 6÷6=1 هو السدس للأم ثم تقسم 6÷3=2 هو الثلث للإخوة لأم ثم يقسم الثلث على الإخوة لأم والأشقاء بالتساوي، فلو كان الإخوة لأم اثنان ومعهم أخ شقيق؛قسم الثلث ثلاثة أسهم لكل واحد سهم، ولو كان معهم أخت شقيقه؛ قسم الثلث أربعة أسهم سهمان للإخوين لأم لكل واحد سهم، وللشقيق سهم، وللشقية سهم وهكذا باستوا الذكر والأنثى.
| مسألة | الحل | تصح |
| ----- | ---- | --- |
|       | 6    | 18  |
| زوج   | 3    | 9   |
| أم    | 1    | 3   |
| 2خم ق | 2    | 4 2 |

## وصلات داخلية
- علم الفرائض
- العصبات
- أصحاب الفروض
- التعصيب
- جهات العصوبة
- إرث الجدات
- مسألة المشتركة